# Lucasium stenodactylum
Espèce
Synonymes
- Diplodactylus stenodactylus Boulenger, 1896
- Diplodactylus woodwardi Fry, 1914

Lucasium stenodactylum est une espèce de geckos de la famille des Diplodactylidae.

## Répartition
Cette espèce est endémique d'Australie. Elle se rencontre en Australie-Occidentale, en Australie-Méridionale, dans le Territoire du Nord, au Queensland et en Nouvelle-Galles du Sud.

## Description
Ce gecko nocturne a une apparence assez fine. Il est de couleur marron tirant sur le beige parfois rosé sur les côtés et les pattes, parsemé de petits points plus clairs. Une bande crème traverse le dos de la queue à la tête, se terminant en Y au niveau de la nuque, les branches du Y passant par chaque œil pour arriver au museau.

## Publication originale
- Boulenger, 1896 : Descriptions of four new lizards from Roebuck Bay, N. W. Australia obtained by Dr. Dahl for the Christiania Museum. Annals and magazine of natural history, ser. 6, vol. 18, p. 232-235 (texte intégral).